# Nimitz, retour vers l'enfer (roman)
 (avril 2017).
Si vous disposez d'ouvrages ou d'articles de référence ou si vous connaissez des sites web de qualité traitant du thème abordé ici, merci de compléter l'article en donnant les références utiles à sa vérifiabilité et en les liant à la section « Notes et références ».
Nimitz, retour vers l'enfer (The Final Countdown) est un roman de Martin Caidin publié en 1980. Il s'agit d'une novélisation du film du même nom.

## Résumé
En 1980 vers Pearl Harbor, Lasky, informaticien chez Tideman industries, apponte sur le Nimitz, énorme porte-avions US de 140 000 t, construit par Tiedman et commandé par Yelland (pacha). Bientôt, le Nimitz n'a plus aucune communication avec l'extérieur et l'informatique donne de fausses informations à cause d'un champ magnétique hyper-puissant ; il est pris dans une tempête mais il s'en sort. Non loin, le sénateur US de 1941, Chapman, est sur le yacht de Bellman. On donne à Yelland des photos toutes fraîches de Pearl Harbor du 6 décembre 1941. Lasky dit que la tempête les a fait revenir en 1941. Deux avions japonais coulent le yacht. Le Nimitz secourt Chapman. La tempête revient et le 7 décembre, le Nimitz ne peut qu'assister à la bataille de Pearl Harbor. Il revient en 1980.